# Blakea anomala
Blakea anomala är en tvåhjärtbladig växtart som beskrevs av John Donnell Smith. Blakea anomala ingår i släktet Blakea och familjen Melastomataceae. Inga underarter finns listade i Catalogue of Life.